# لیگوریا

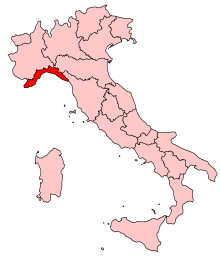
لیگوریا.

لیگوریا یکی از ناحیه‌های ایتالیا است. لیگوریا در شمال غربی ایتالیا واقع شده و مرکز آن شهر جنوا است. نام لیگوریا بسیار باستانی است و از نام قوم لیگور گرفته شده که پیش از آمدن کلت‌ها به منطقه در آنجا ساکن بودند. در مورد هندواروپایی بودن یا نبودن قوم لیگور اطلاعاتی در دست نیست.
جمعیت لیگوریا ۱۵۶۵۰۰۰نفر و مساحت آن ۵۴۲۲ کیلومتر مربع است.
مهم‌ترین محصولات کشاورزی آن روغن زیتون، شراب، گل و سبزیجات هستند.
آکواریوم جنوا، میدان دفراری، موزه دریایی گالاتا، کشتی نپتون، پلاژهای ساحلی، کاخ ریاله، تئاتر دلاجوونتو، خانه کلمبوس، کلیسای سن لورنزو و روستاهای سینکوتره از مهمترین مناطق دیدنی آن می‌باشد.
بندر جنوا یکی از مهمترین بنادر ایتالیا و دریای مدیترانه می‌باشد.
جنگ‌افزار، لوازم غواصی و محصولات کشاورزی بالاخص (گل و گیاهان زینتی) مهمترین محصولات صادراتی آن هستند.
باشگاه‌های فوتبال جنوا و سمپدوریا مهمترین تیم‌های ورزشی این منطقه هستند.
دانشگاه جنوا و مؤسسه فناوری ایتالیا در این ناحیه قرار دارند.

## نگارخانه

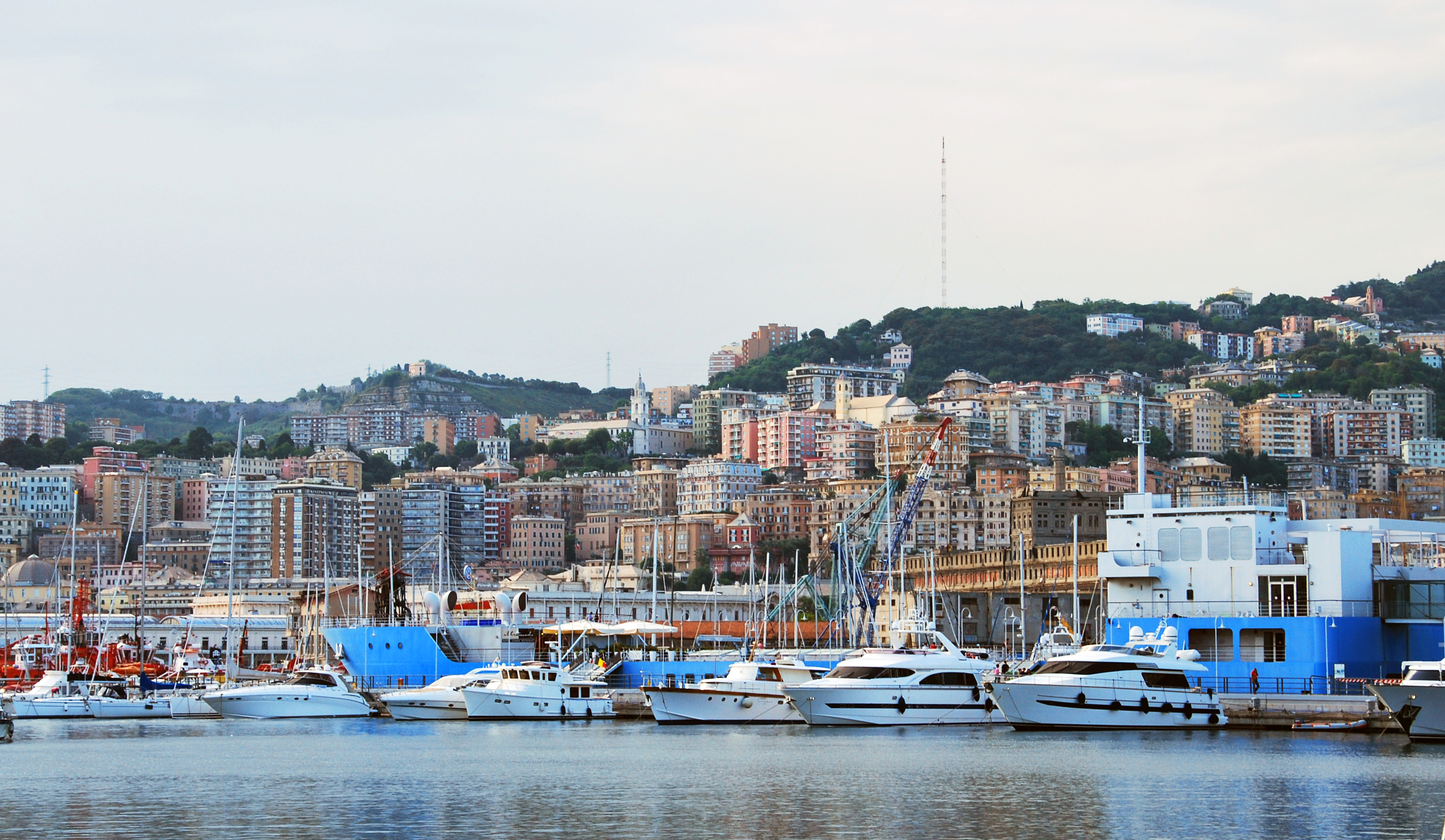
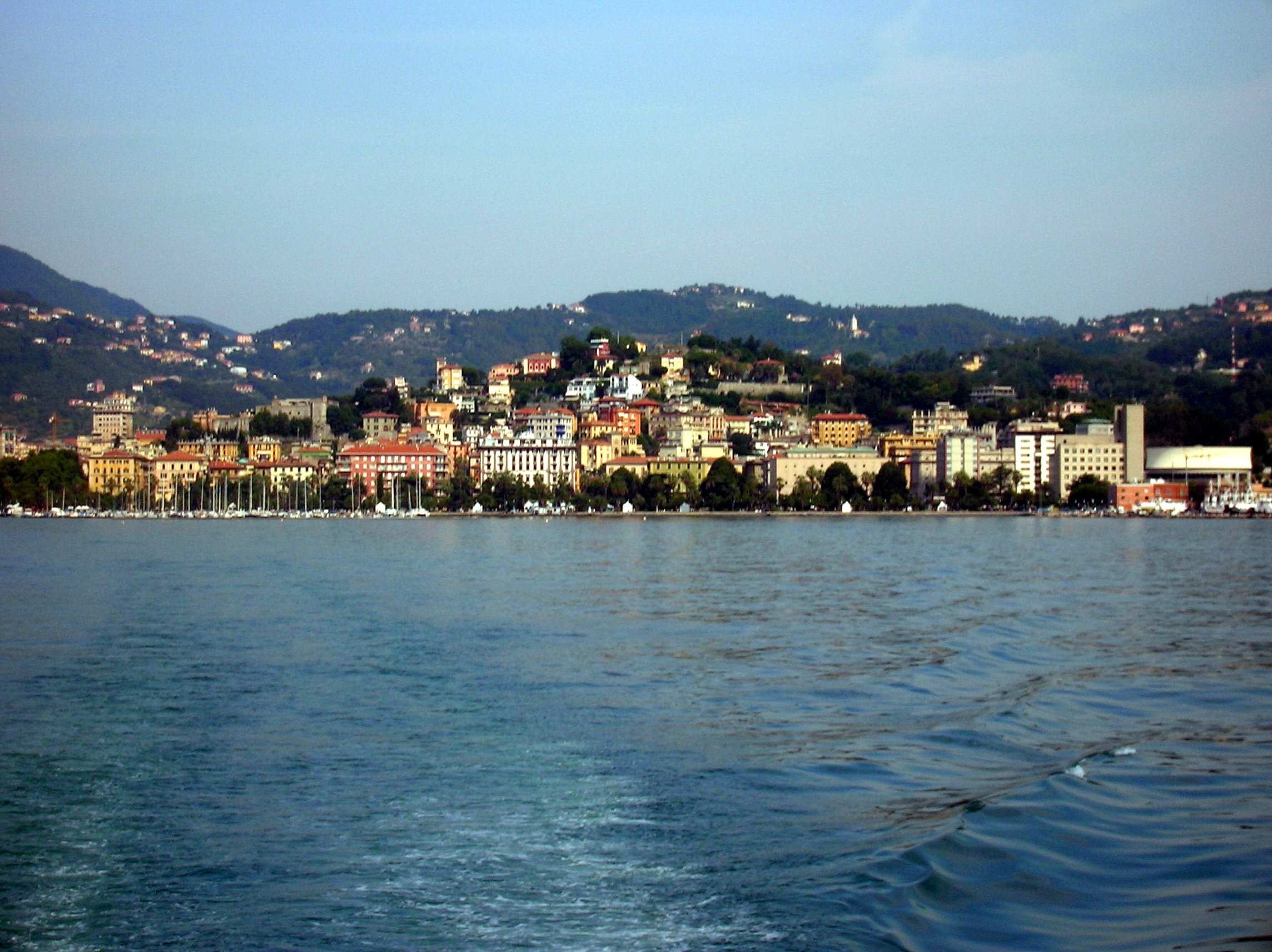
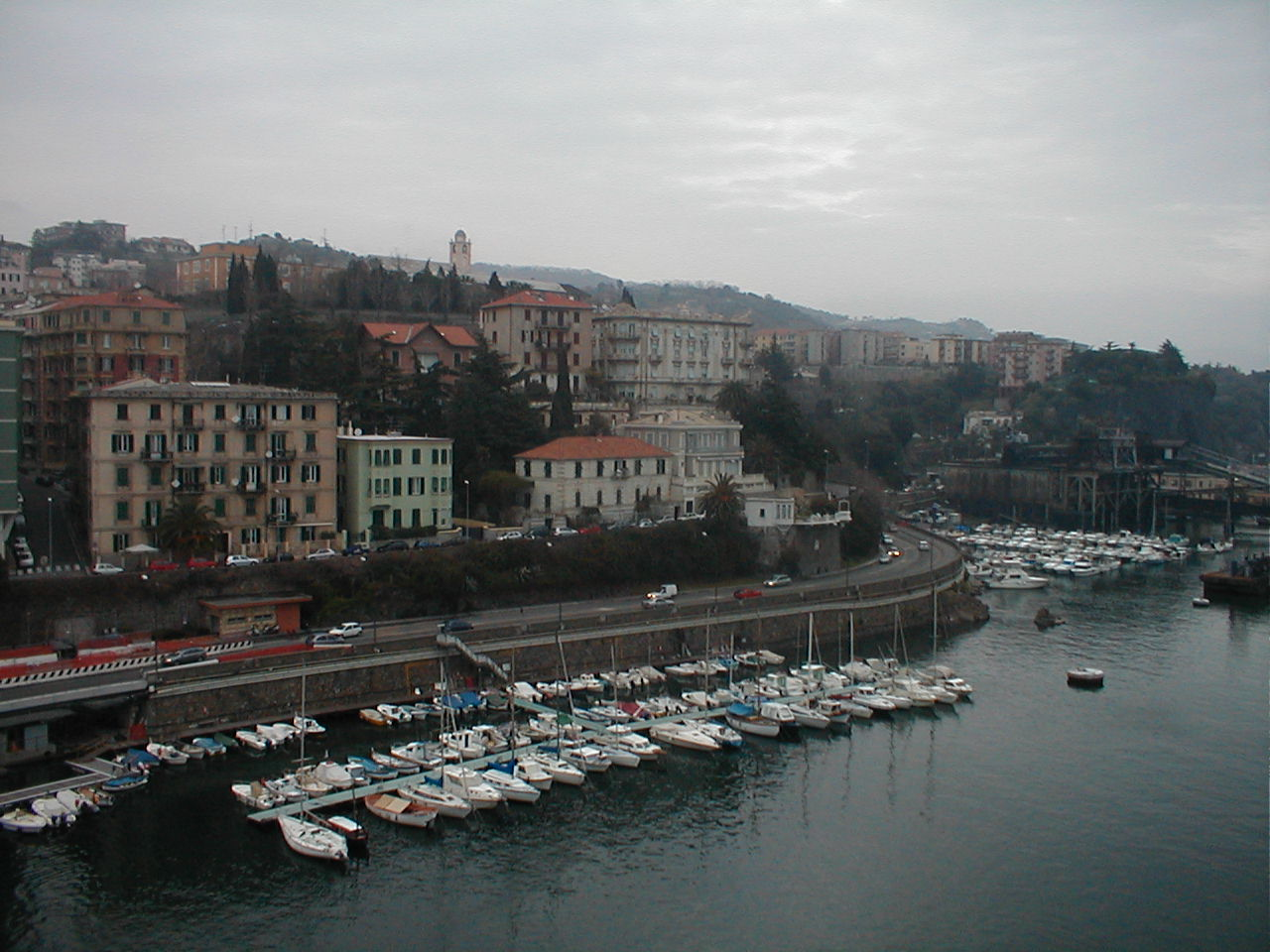
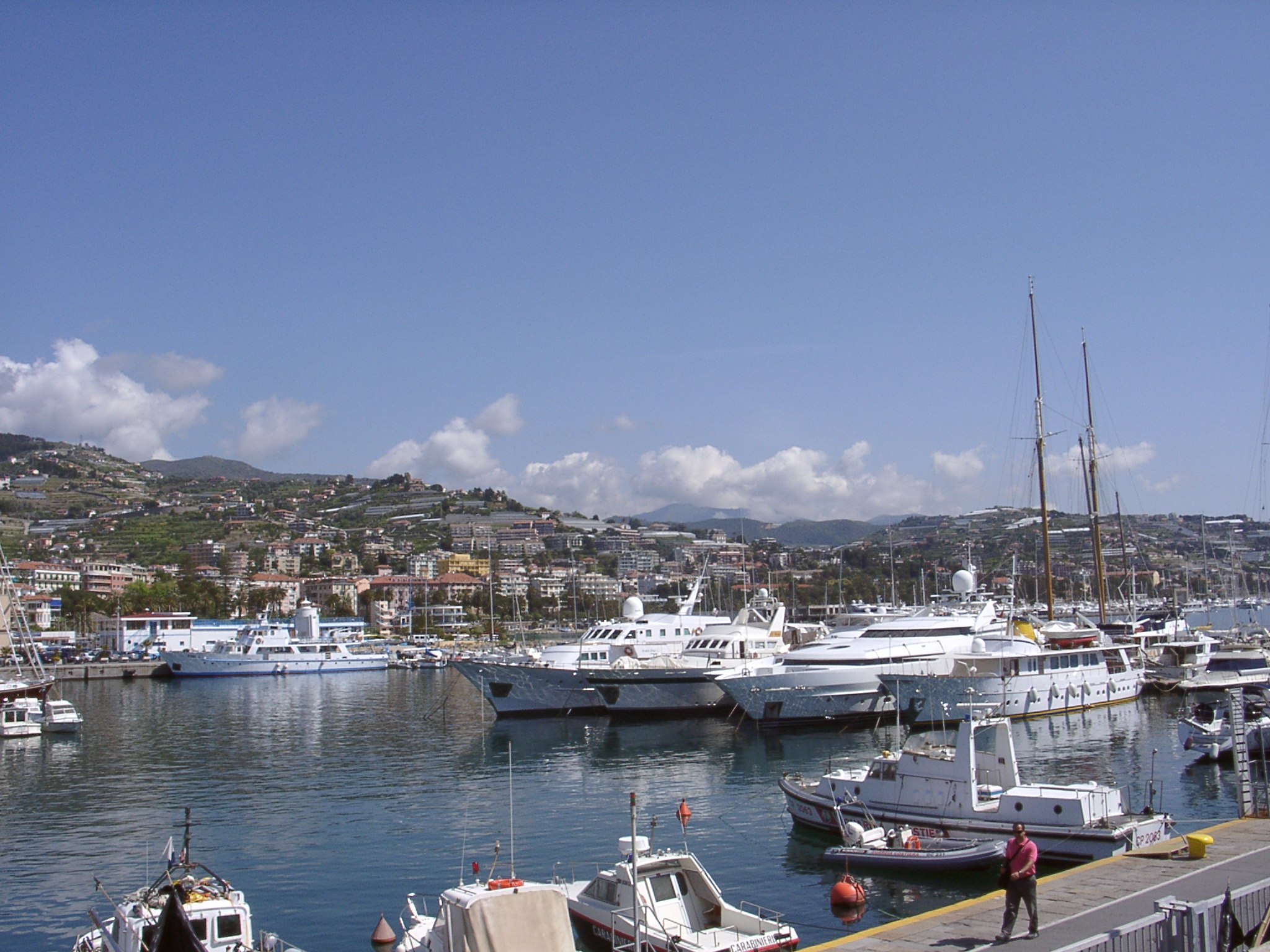
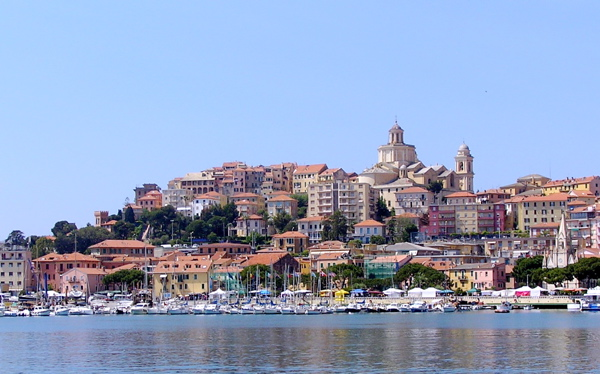
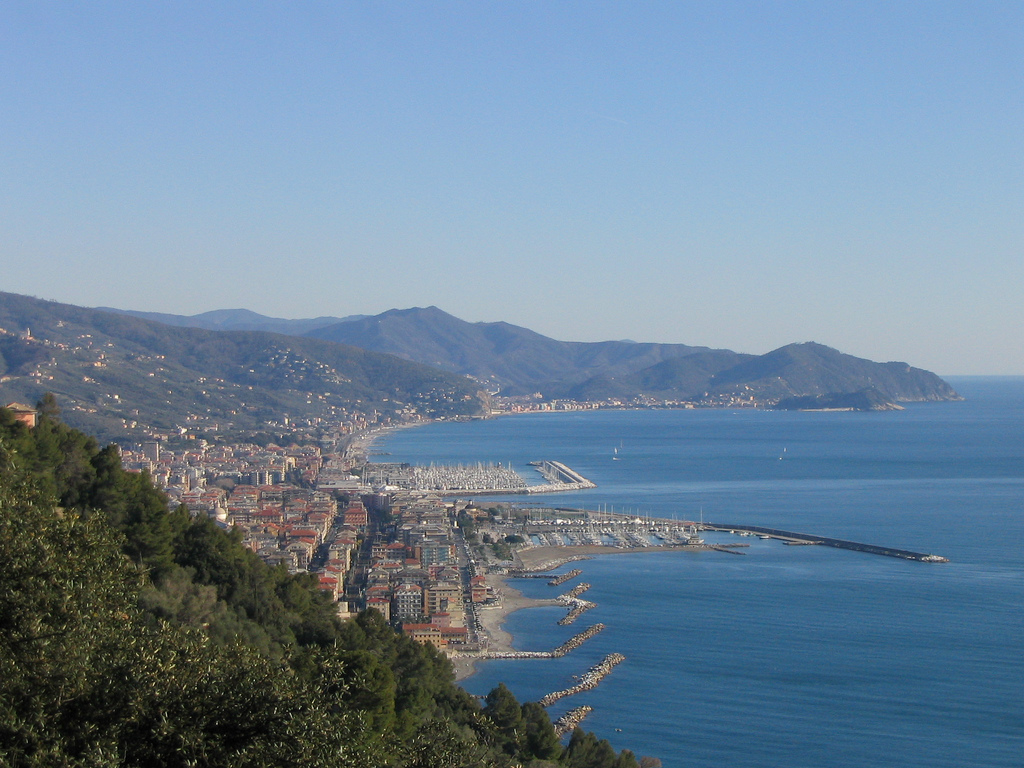
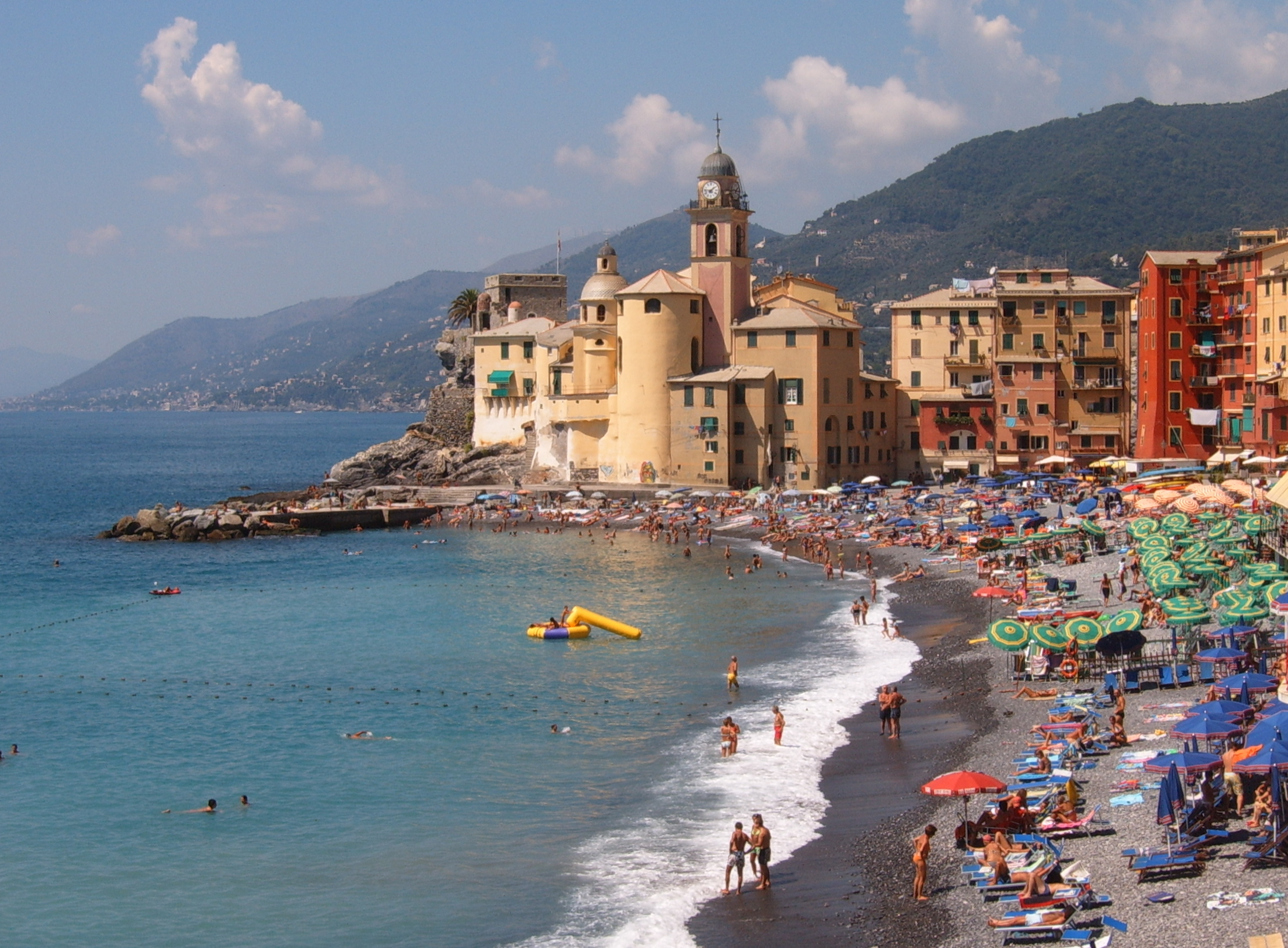
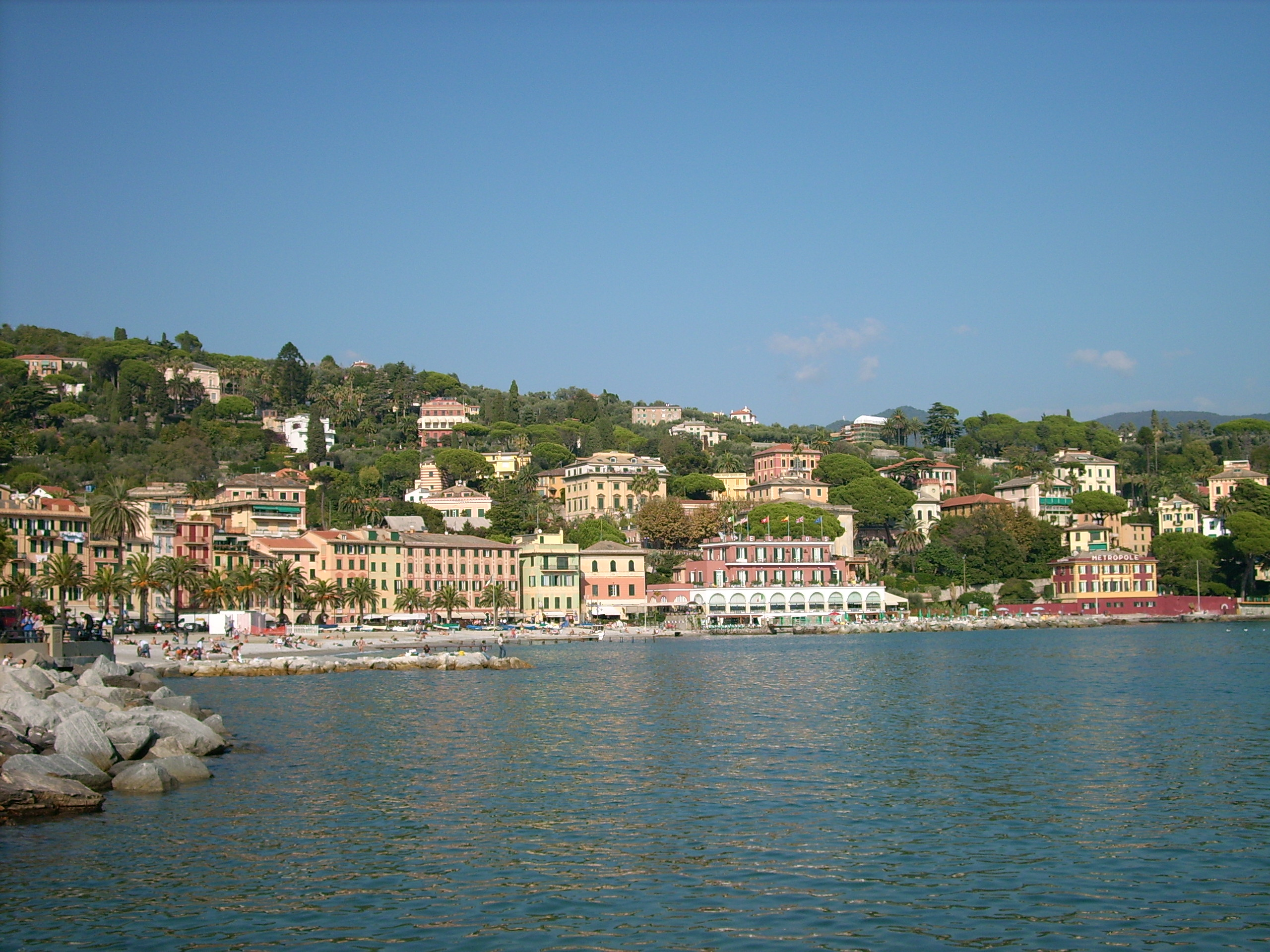
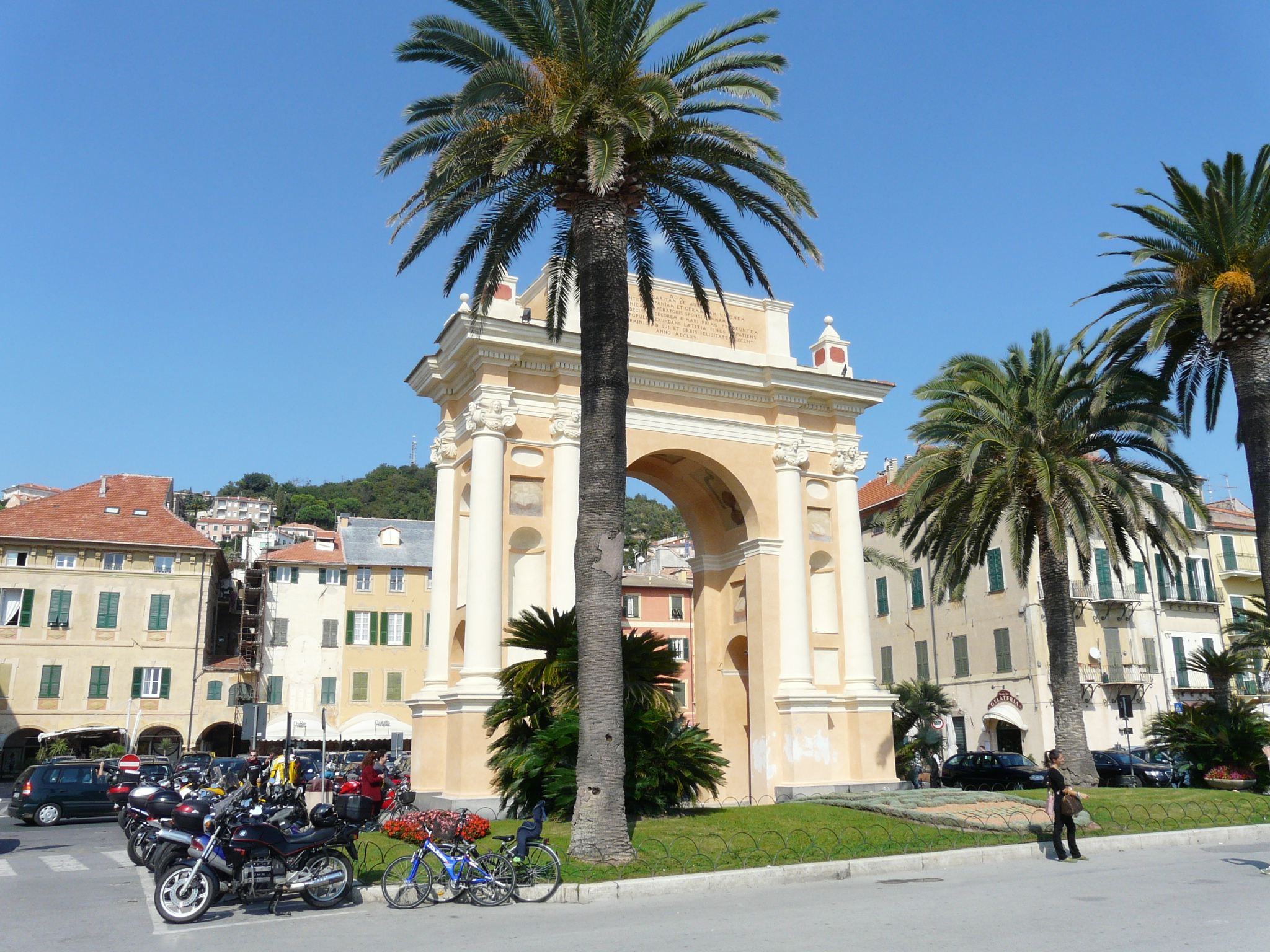
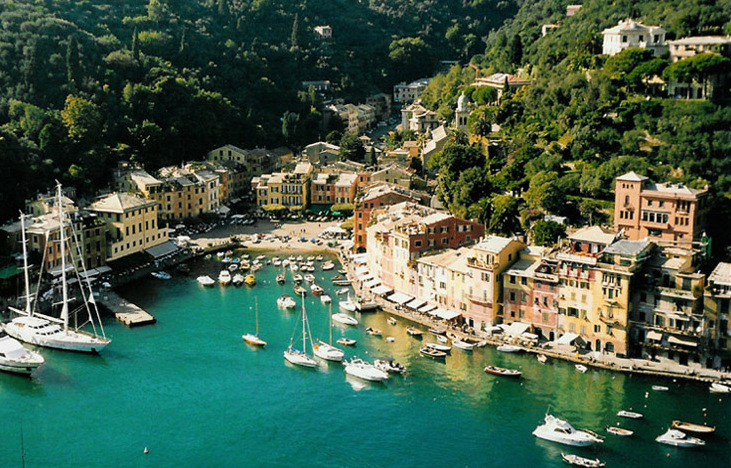
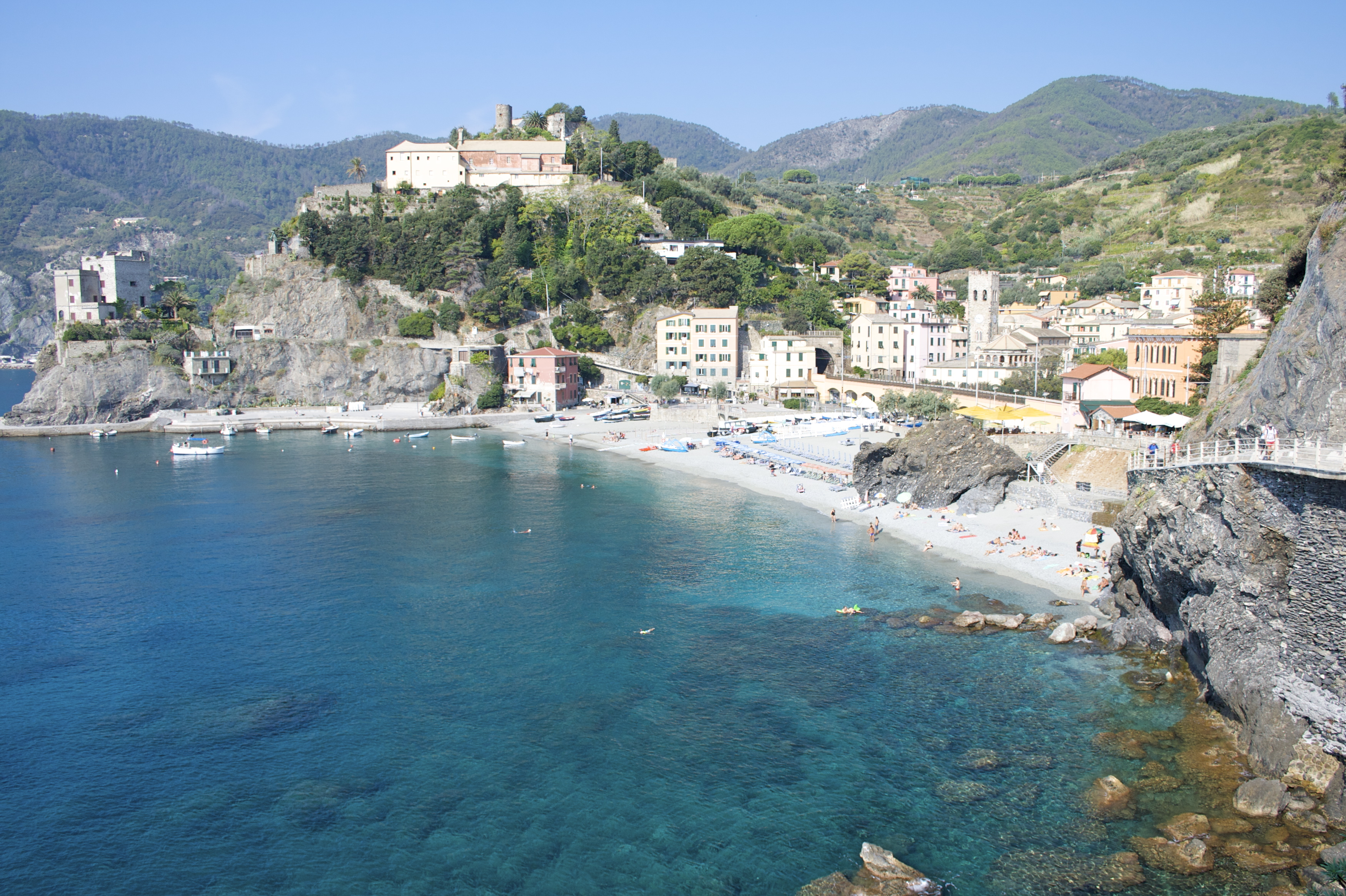
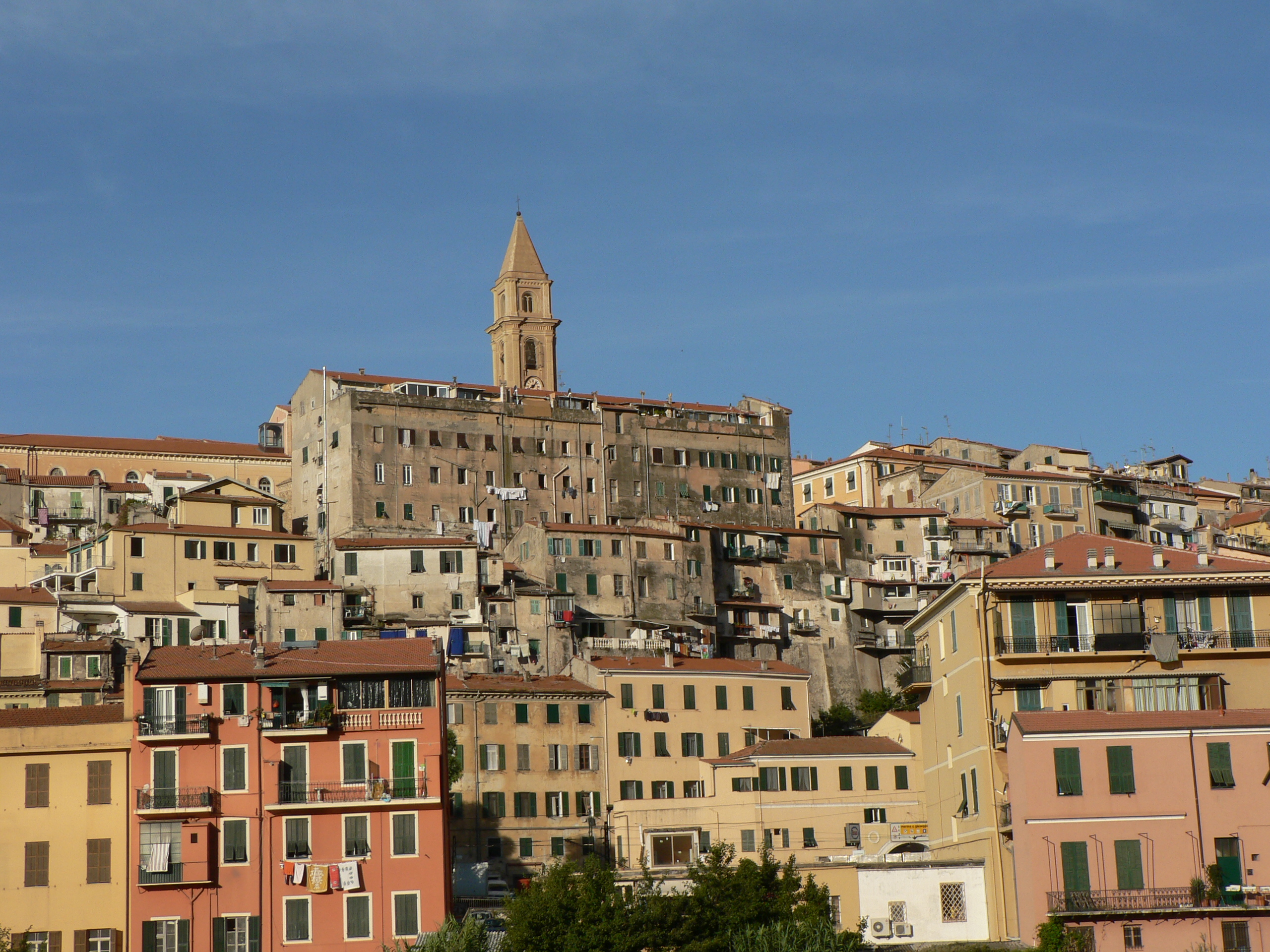
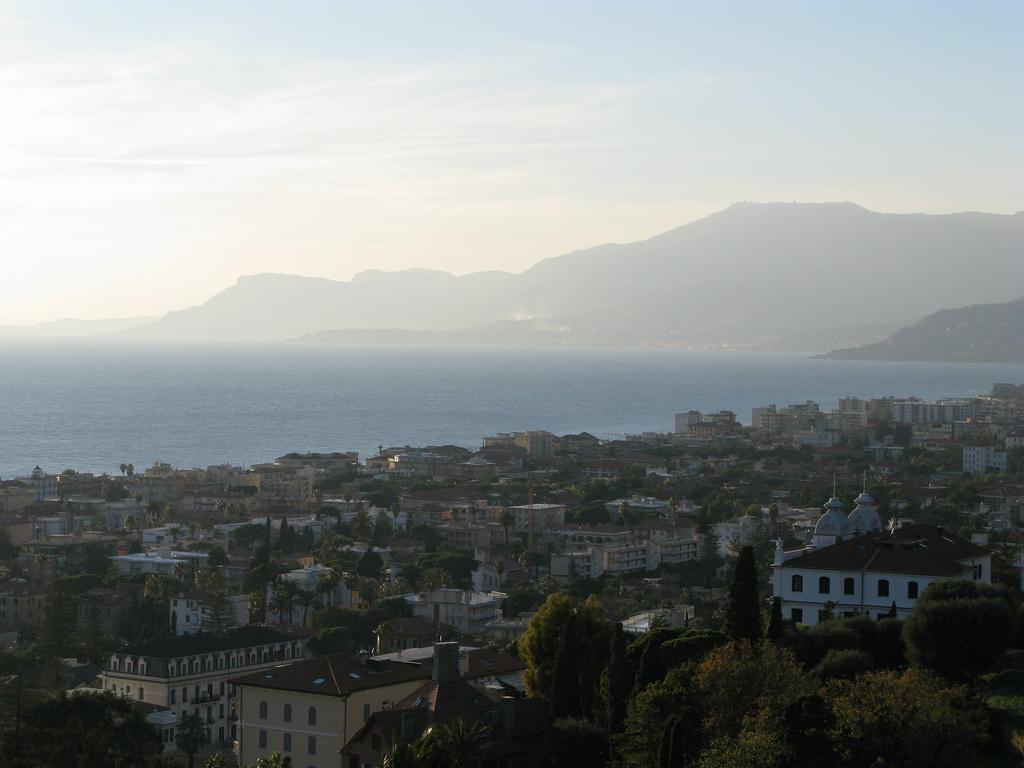
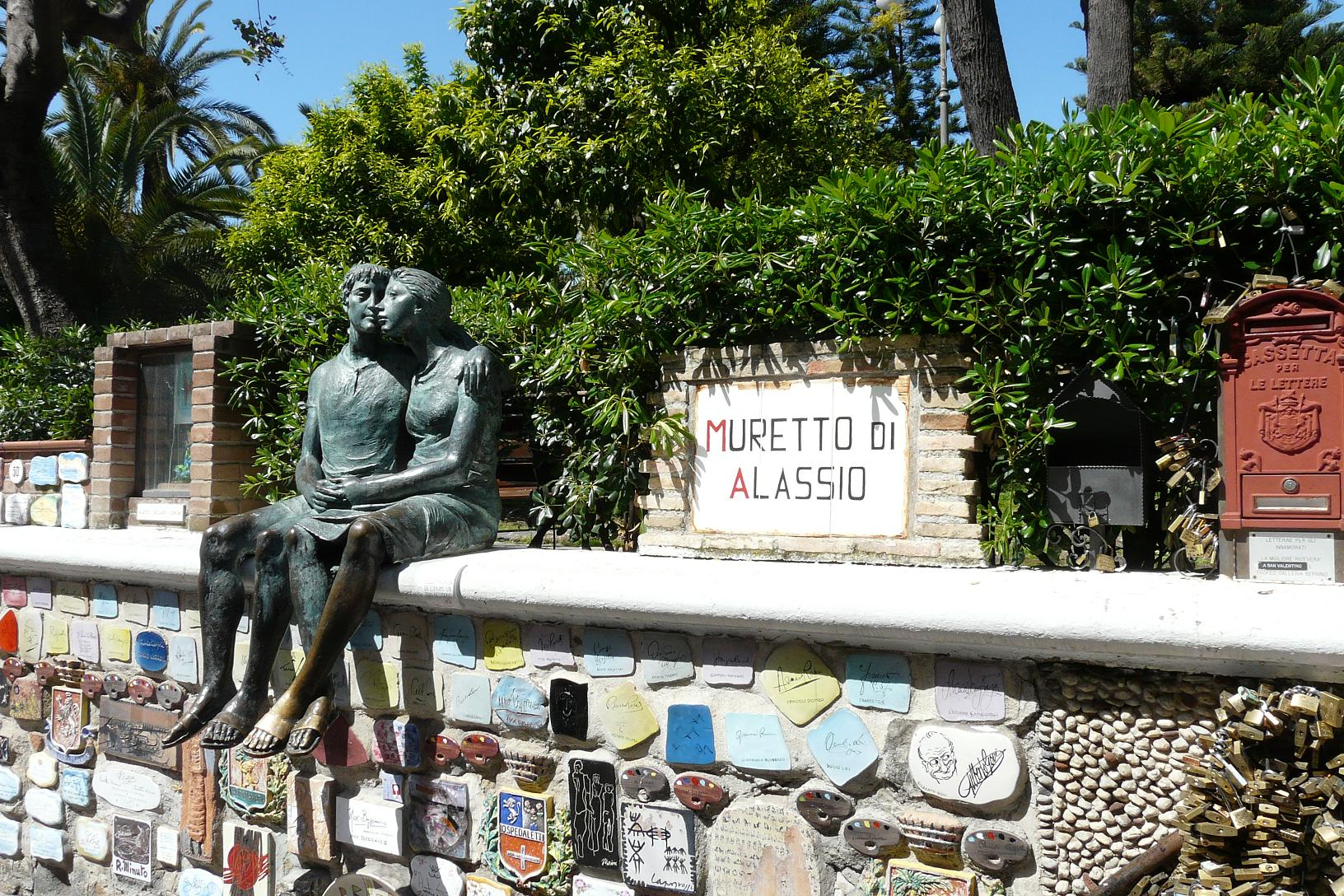
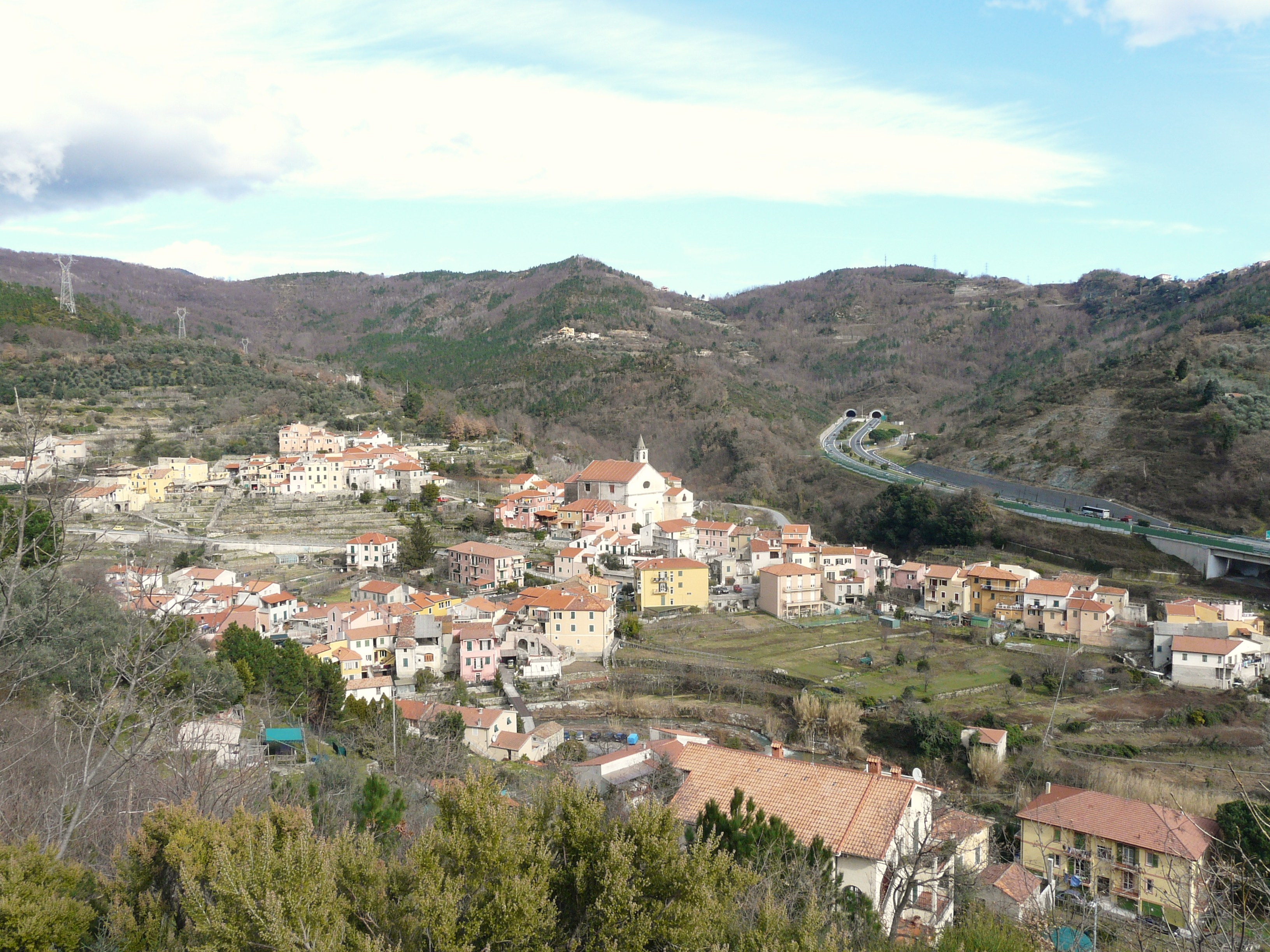
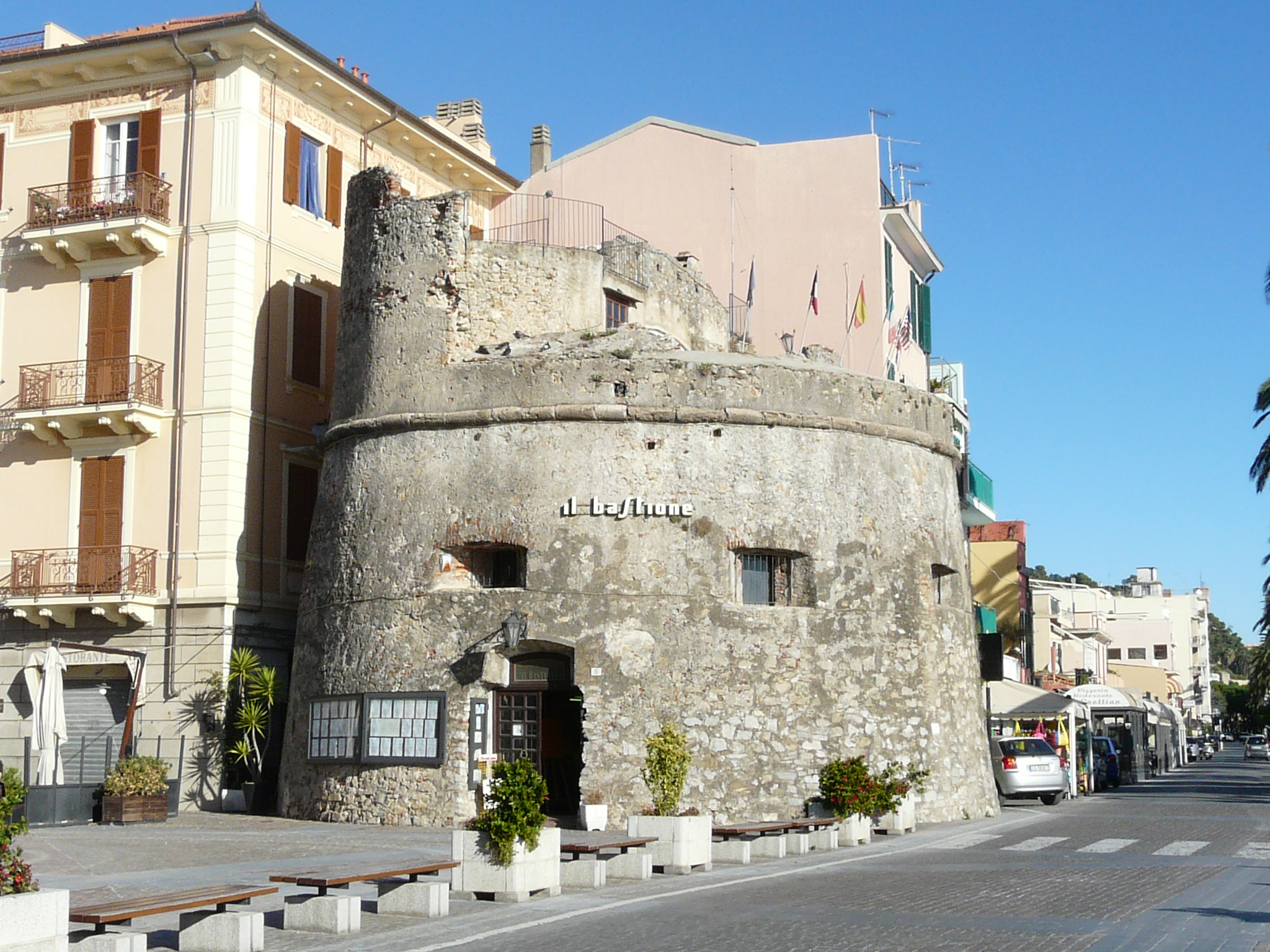
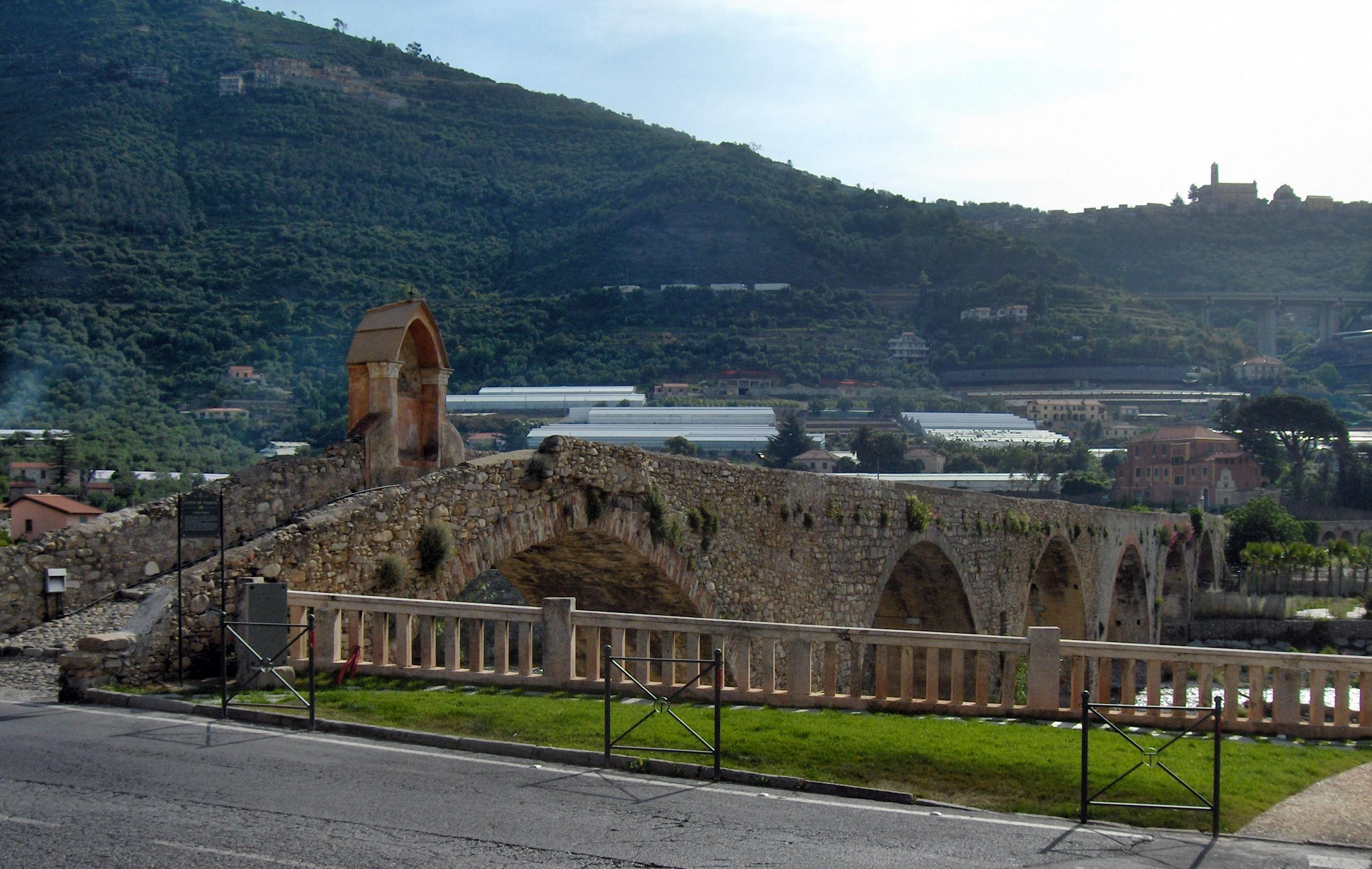
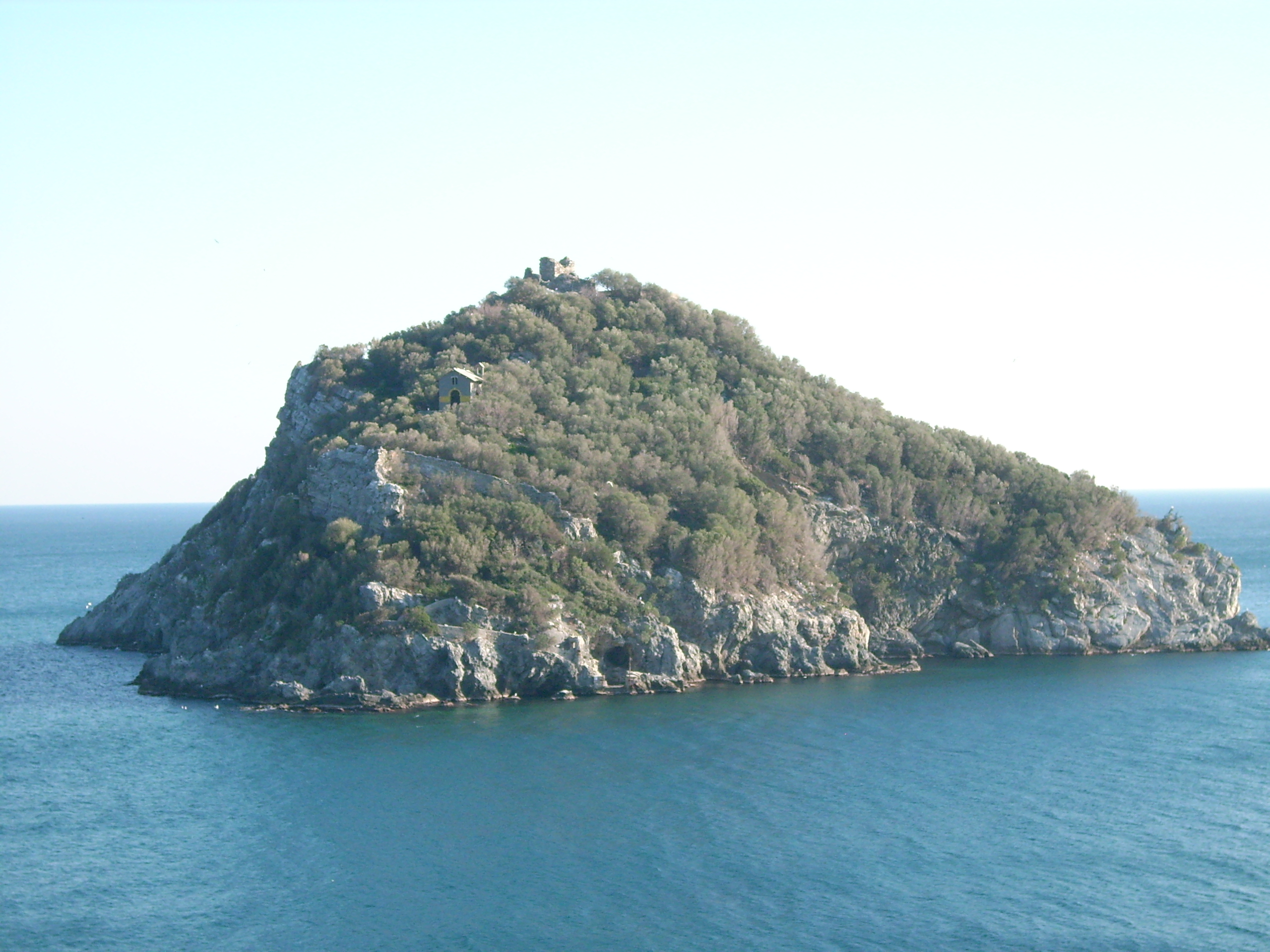
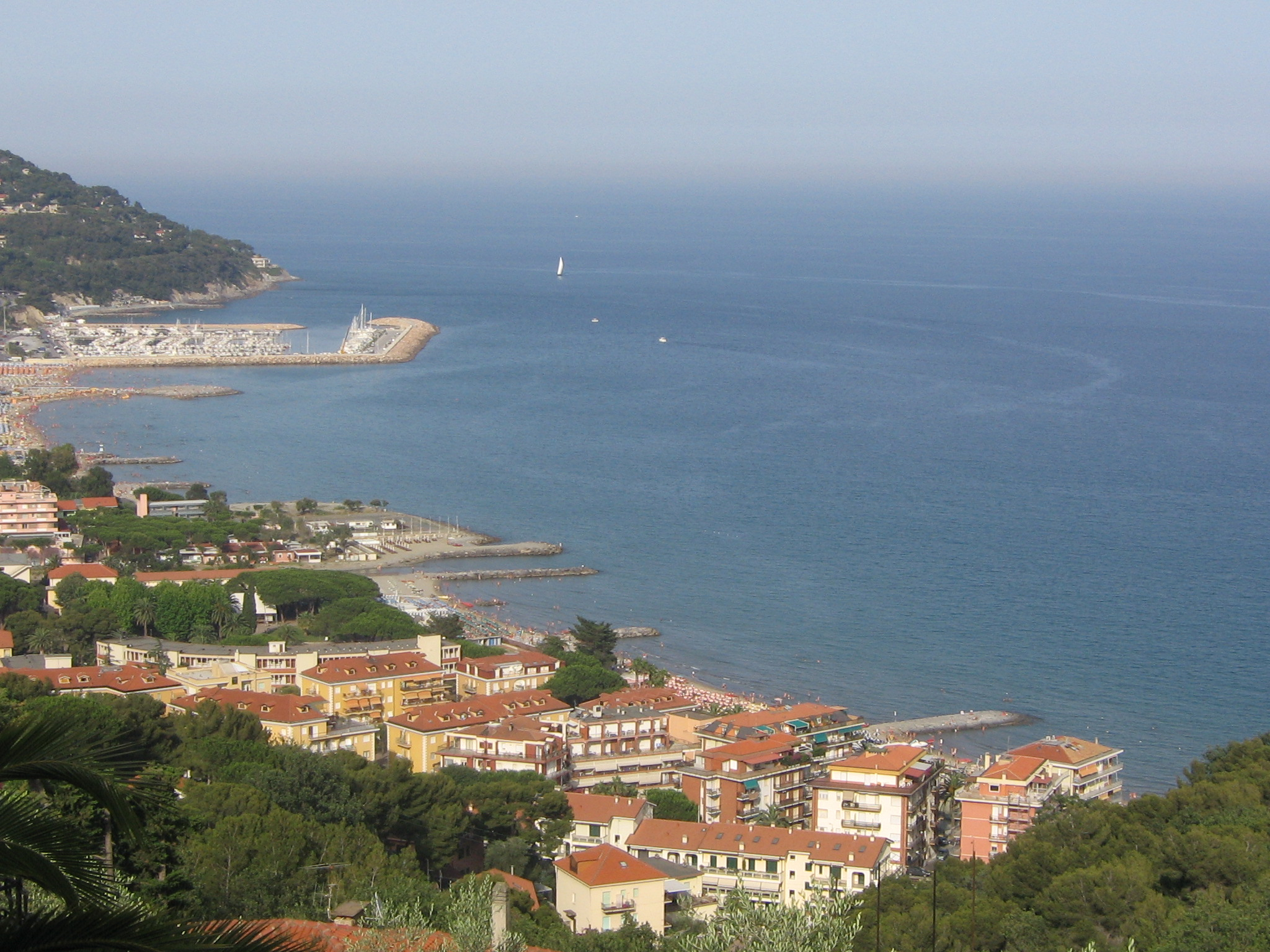
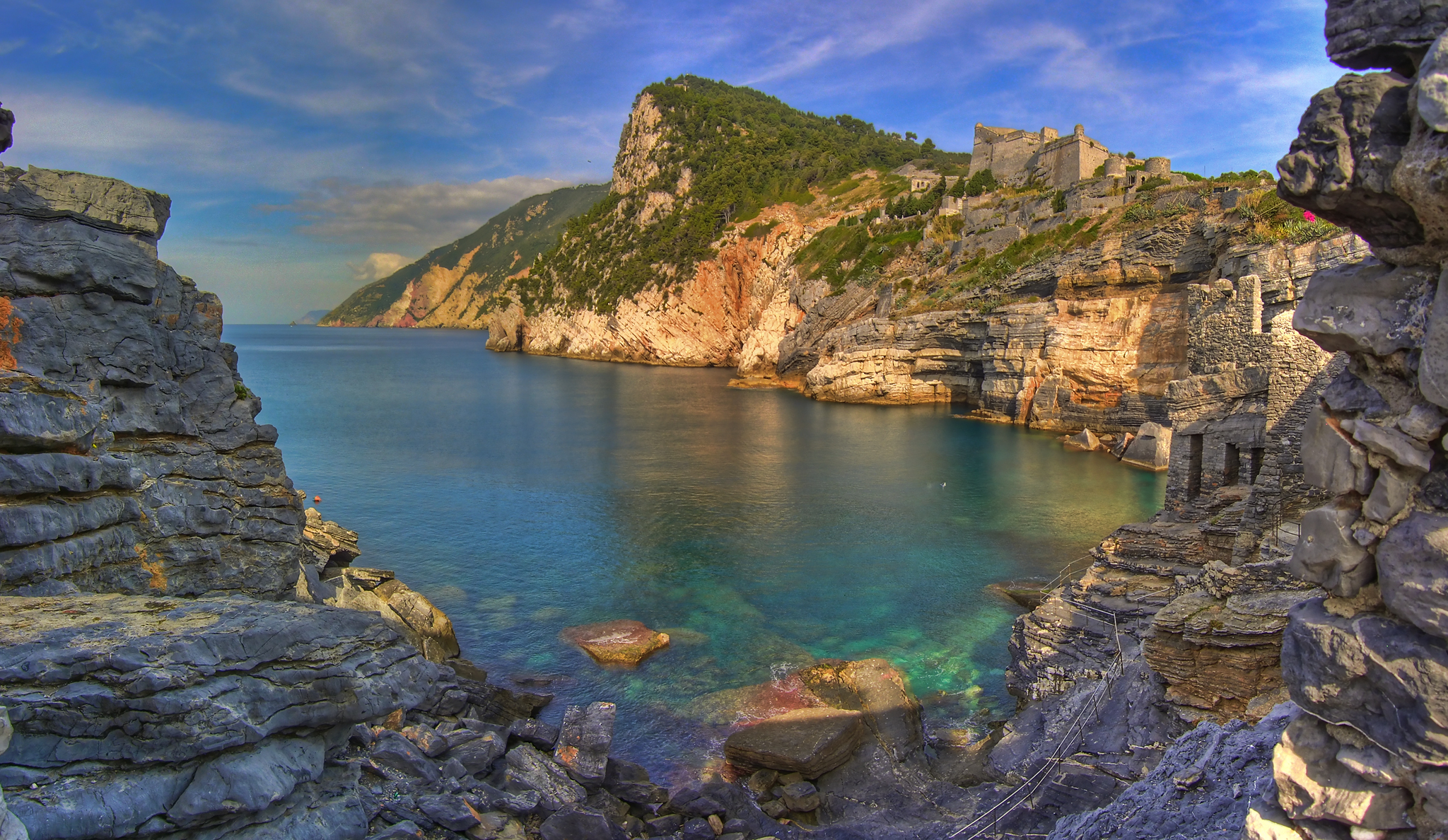
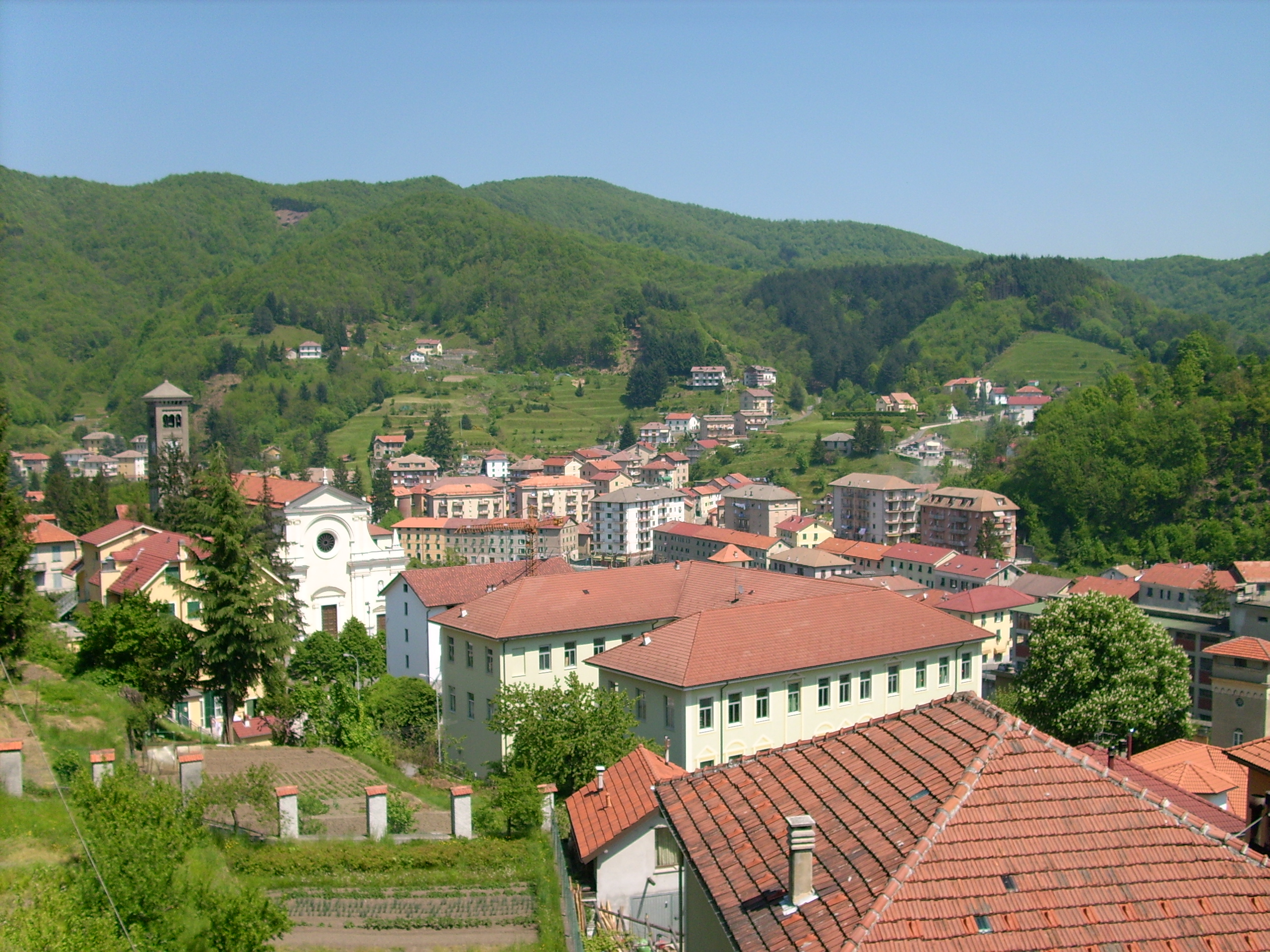

## جمعیت
| سال      | میزان جمعیت |
| -------- | ----------- |
| 2019     | 1.532.980   |
| 2020     | 1.524.826   |
| 2021     | 1.518.495   |
| 2022     | 1.509.227   |
| MAY 2023 | 1.500.922   |